# Bud Greenspan
Bud Greenspan (New York, 18 settembre 1926 – New York, 25 dicembre 2010) è stato un produttore cinematografico, regista e sceneggiatore statunitense.

## Biografia
Otto volte vincitore del Premio Emmy, principalmente noto per essere produttore e regista di diversi Film sui Giochi olimpici realizzati per la rete satellitare ESPN Classic. Assunto agli onori delle cronache nel 1992 quando offrì un milione di dollari all'ex nuotatore statunitense Mark Spitz, ormai già quarantaduenne, se fosse riuscito ad ottenere la qualificazione ai Giochi olimpici di Barcellona 1992, impresa poi fallita.
È deceduto il 25 dicembre 2010 all'età di 84 anni.

## Filmografia

### Giochi olimpici estivi
Il CIO (Comitato Olimpico Internazionale) ha commissionato a Bud Greenspan e alla sua Cappy Productions Inc. la realizzazione del film ufficiale dei Giochi olimpici delle seguenti cinque edizioni dei Giochi olimpici.
- 16 giorni di gloria (16 Days of Glory, 1986)
- Seoul '88: 16 Days of Glory (1989) - (EN) Seoul '88: 16 Days of Glory, su IMDb, IMDb.com.
- Barcelona '92: 16 Days of Glory (1993) - (EN) Barcelona '92: 16 Days of Glory, su IMDb, IMDb.com.
- Atlanta's Olympic Glory (1997) - (EN) Atlanta's Olympic Glory, su IMDb, IMDb.com.
- Sydney 2000 Olympics: Bud Greenspan's Gold from Down Under (2001)
- Bud Greenspan's Athens 2004: Stories of Olympic Glory (2005) (90 min) - Distribuito dalla rete televisiva Showtime[3]

### Giochi olimpici invernali
- Calgary '88: 16 Days of Glory
- Lillehammer '94: 16 Days of Glory
- Nagano '98 Olympics: Bud Greenspan's Stories of Honor and Glory
- Salt Lake 2002: Stories of Olympic Glory
- Bud Greenspan Presents: Torino 2006 Olympics

### The Olympiad Series
- Jesse Owens Returns to Berlin (1966) - 30 anni dopo Jesse Owens commenta le sue vittorie alle Olimpiadi di Berlino 1936
- The Marathon (1974) - Storia della maratona ai giochi olimpici
- The Australians (1975) - Le storie dei mezzofondisti australiani Ron Clarke, Dawn Fraser, Herb Elliott alle Olimpiadi
- The Incredible Five (1975) - le gesta olimpiche di 5 grandi campioni: Paavo Nurmi, Fanny Blankers-Koen, Emil Zátopek, Al Oerter e Věra Čáslavská
- The Big Ones That Got Away (1975) - Le grandi controversie alle Olimpiadi come la finale di basket di Monaco 1972 vinta dall'URSS con un canestro sulla campana contro gli Stati Uniti
- The Decathlon (1975) - Sui grandi dectthleti Jim Thorpe, Bob Mathias, Bruce Jenner e Daley Thompson
- The Persistent Ones (1975)
- Women Gold Medal Winners (1975)
- The African Runners (1976) - Le gesta dei mezzofondisti africani dell'ultimo ventennio Kip Keino, Abebe Bikila e Mamo Wolde
- An Olympic Symphony (1976)
- The Soviet Athlete (1976)
- The Rare Ones (1979)
- The Magnificent Ones (1979)
- They Didn't Have a Chance (1979)
- The East Germans (1979)
- The 800 Meters (1979) - Le gesta olimpiche di quattro ottocentisti: Peter Snell, Alberto Juantorena, Steve Ovett e Joaquim Cruz
- The 1500 Meters (1980)
- The East Europeans (1980)
- The Fastest Men in the World (1980)